# 黎民十
黎民十（1965年11月9日—2020年10月9日），人稱阿十，香港越南籍流浪漢（前越南難民），生前居住於深水埗通州街公園。

## 早年生活
阿十生於越南戰爭期間的北越，家中排行第十，有九個哥哥姐姐，家庭是典型的越南貧農，阿十於1987年因躲避戰亂而來港生活及謀生，曾居住在喜靈洲難民營，及後難民營關閉，阿十和其他越南難民各散東西，於是移居到此地，據與阿十相熟的林國璋牧師和同為越南難民的同鄉阿華形容，阿十雖然粤語不流利，但是為人友善，重視朋友，而且有兼職做清潔工人維持收入。

## 遭遇與離世

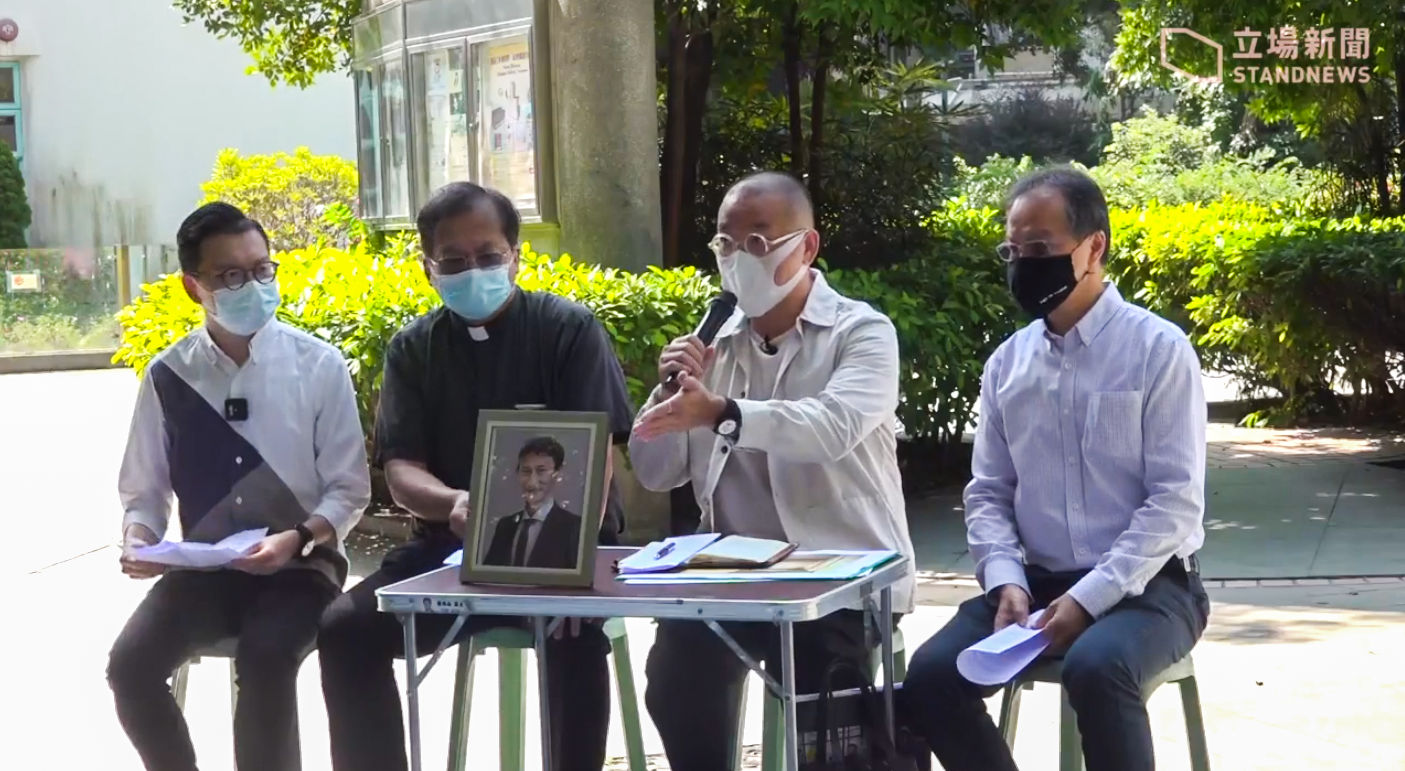
2020年10月21日，曾協助黎民十的立法會議員邵家臻、牧師林國璋和張超雄等人在公園召開主持記者會，公布阿十身後事安排

2020年2月4日及24日，有露宿者投訴遭便衣警襲撃，如扯頭髮和踩下體，又出言侮辱，黎民十亦在其中。警員涉嫌用鐵鎚打爛露宿者的椅子和罐頭等私人物品，一名涉嫌刑事毀壞的警員被即時停職。到5月8日，警方表示9名被捕警員已被停職，分別涉嫌「公職人員行為失當」和「妨礙司法公正」，交由商業罪案調查科人員跟進，但一直未有檢控。邵家臻引用《私隱條例》，向康文署申請翻看該兩天的閉路電視片段。不過署方稱案件進入司法程序，加上警方強烈反對為由而不能提供片段。邵家臻批評警方極力阻撓事件曝光，讓市民無法進行私人檢控。
同年10月，黎民十因涉嫌藏毒被捕，還押於小欖精神病院期間，被發現以褲纏頸，送院翌日不治。2023年11月的死因研訊中，負責解剖黎民十遺體的法醫英浩雲指，黎民十自我勒斃非常罕見；其後陪審團一致裁定黎民十死於自殺。 ￼

## 身後
黎民十的離世引起社會對香港無家者處境的關注。2024年10月，8名涉事警員被控在2020年2月於通州街公園執行反毒品行動時，對黎民十等露宿者施襲、誣衊藏毒及毀壞財物。其中6人被裁定妨礙司法公正罪名成立，被判處2年至3年5個月不等的監禁。
黎民十去世後，原本一同居住在通州街的其他露宿者為他開設了一個祭壇，上面擺放了他的畫像，寫有他的越南語原文姓名，擺放了香燭，食物祭品，陰司紙冥錢。牧師林國璋、神父甘浩望等又為他舉行追思禮拜，骨灰隨後由黎民十的大哥大嫂帶回越南家鄉下葬。
黎民十的不幸遭遇正好體現了香港政府對流浪者安排和政策上的嚴重疏忽，流浪者成為被香港政府忽略的一群，多個民間團體及個人也有就事件表態。

## 資料來源
1. ↑  .   [2023-11-20]. （原始内容存档于2021-08-05）.
2. ↑  . 立場新聞. 2020-03-04  [2020-03-12]. （原始内容存档于2020-12-06）.
3. ↑  . 立場新聞. 2020-03-04  [2020-03-12]. （原始内容存档于2020-08-15）.
4. ↑  . 明報. 2020-05-08  [2020-05-09]. （原始内容存档于2020-08-28）.
5. ↑  . 蘋果日報. 2020-07-31  [2020-07-31]. （原始内容存档于2021-06-21）.